# Amtsbezirk Loit
Der Amtsbezirk Loit war ein Amtsbezirk im Kreis Apenrade in der Provinz Schleswig-Holstein.
Der Amtsbezirk wurde 1889 gebildet und umfasste die folgenden Gemeinden:
1. Barsmark
2. Barsoe
3. Bodum
4. Hökeberg
5. Loitkirkeby
6. Norby
7. Schauby
8. Stollig

1895 wurde Norby nach Loitkirkeby eingemeindet.
1920 wurde der Amtsbezirk aufgelöst und die Gemeinden aufgrund der Volksabstimmung in Schleswig an Dänemark abgetreten.